# Vittorio Rossi Pianelli
Vittorio Rossi, in arte Vittorio Rossi Pianelli (Torino, 9 luglio 1875 – Roma, 25 settembre 1953), è stato un attore e regista italiano.

## Biografia
Iniziò alla Pasquali Film e all'Aquila Films, prima di passare nel 1913 alla Gloria Films', casa nella quale interpretò il suo primo ruolo da protagonista nel film Nerone e Agrippina.
Fu interprete di numerose pellicole fino alla fine degli anni venti, prevalentemente in ruoli secondari, e lavorò numerose case cinematografiche come l'Ambrosio Film, la Fert Film, la Film d'Arte Italiana e l'Itala Film.
Girò anche qualche film da regista, tra i quali spicca Sul limite del Nirvana ed Il tamburino sardo, entrambi del 1915.

## Filmografia parziale

### Attore
- Ritratto dell'amata, regia di Gerolamo Lo Savio (1912)
- Nerone e Agrippina, regia di Mario Caserini (1913)
- La memoria dell'altro, regia di Alberto Degli Abbati (1913)
- Ma l'amor mio non muore, regia di Mario Caserini (1913)
- Il treno degli spettri, regia di Mario Caserini (1913)
- Florette e Patapon, regia di Mario Caserini (1913)
- L'alba del perdono, regia di Alberto Degli Abbati (1914)
- Colei che tutto soffre, regia di Amleto Palermi (1914)
- Val d'olivi, regia di Eleuterio Rodolfi (1916)
- Triste realtà, regia di Franco Dias (1917)
- Il delitto dell'opera, regia di Eleuterio Rodolfi (1917)
- La trilogia di Dorina, regia di Gero Zambuto (1918)
- Una sventatella, regia di Gero Zambuto (1918)
- Maciste poliziotto, regia di Roberto Roberti (1918)
- L'olocausto, regia di Gero Zambuto (1918)
- L'onestà del peccato, regia di Augusto Genina (1918)
- La moglie di Claudio, regia di Gero Zambuto (1918)
- Il matrimonio di Olimpia, regia di Gero Zambuto (1918)
- Israel, regia di André Antoine (1919)
- La maschera e il volto, regia di Augusto Genina (1919)
- Il bacio di Dorina, regia di Giulio Antamoro (1919)
- La trilogia di Maciste, regia di Carlo Campogalliani (1920)
- Hedda Gabler, regia di Gero Zambuto (1920)
- Il sogno d'oro di Cavicchioni, regia di Umberto Paradisi (1920)
- Il suo destino, regia di Georges-André Lacroix (1920)
- Il quadrante d'oro, regia di Emilio Ghione (1922)
- La storia di Clo-Clo, regia di Luciano Doria (1923)
- Ultimissime della notte, regia di Emilio Ghione (1924)
- Te lasso!..., regia di Ubaldo Maria Del Colle (1925)
- Chiagno pe tte!... , regia di Ubaldo Maria Del Colle (1925)

### Regista
- Supplizio d'anime (1912)  - regia e interpretazione
- Il vampiro (1915)
- Sul limite del Nirvana (1915)
- Il romanzo di un atleta (1915)
- Come Tranquillo entrò in società (1915)
- Il tamburino sardo (1915)